# Skjold (Troms)
Skjold o Øverbygd  es un pueblo del municipio de Målselv en Troms, Noruega. Skjold está a 30 km al este de Andselv en la confluencia de los ríos Målselva y Fjellfrøselva. Holmen está en las cercanías de Skjold.
La base de Skjold se asienta al norte de la localidad. Es sede la Brigada Nord del ejército noruego.